# GNSR-Klasse R
Die Tenderlokomotiven der Klasse R der britischen Bahngesellschaft Great North of Scotland Railway (GNSR) wurden 1893 beschafft. Sie zählten zu den wenigen Maschinen der GNSR, die nicht Schlepptenderlokomotiven der Achsfolge 2’B (American) waren. Die Lokomotiven mit der Achsfolge B2’ entstanden nach einem Entwurf des GNSR-Chefingenieurs James Johnson beim schottischen Lokomotivhersteller Neilson & Company und waren für den Vorortverkehr von Aberdeen vorgesehen. Nach dem Grouping der britischen Eisenbahngesellschaften infolge des Railways Act 1921 wurden sie von der London and North Eastern Railway (LNER) als Klasse G10 übernommen; ihr Einsatzgebiet blieb dabei unverändert. Nachdem die LNER 1937 die Vorortverkehre rund um Aberdeen eingestellt hatte, wurden fast alle Lokomotiven in den Folgejahren bis 1940 ausgemustert, lediglich eine Maschine blieb noch bis 1947 im Bestand. Es ist keine Maschine erhalten geblieben, alle wurden nach ihrer Ausmusterung verschrottet.

## Geschichte
Die GNSR hatte auf ihrer wichtigsten Strecke, der Bahnstrecke Aberdeen–Inverness, 1887 einen ersten Vorortverkehr zwischen dem Bahnhof Aberdeen und dem Bahnhof von Dyce eingeführt. Acht Zugpaare bedienten an Werktagen fünf zum Teil neu angelegte Zwischenstationen, für den rund 10 Kilometer langen Streckenabschnitt sah der Fahrplan eine Fahrzeit von 20 Minuten vor. Dies erforderte leistungsfähige Lokomotiven mit gutem Beschleunigungsvermögen. Zunächst bespannten die 1884 gebauten und C-gekuppelten Tenderlokomotiven der GNSR-Klasse D die Züge. Das neue Angebot erwies sich als voller Erfolg, aufgrund der großen Nachfrage führte die GNSR rasch zusätzliche Zugpaare ein, bis schließlich 20 Zugpaare verkehrten. Ein weiterer Ausbau des Angebots erforderte jedoch neue Lokomotiven, zumal die bislang eingesetzten Maschinen auch im Güterzug- und Rangierdienst benötigt wurden. James Manson, der Locomotive Superintendent der GNSR, entwarf daher eine Tenderlokomotive mit der Achsfolge B2’. Die Beschaffung wurde jedoch aufgrund der unsicheren wirtschaftlichen Lage der GNSR zurückgestellt. Manson wechselte 1890 als Chefingenieur zur Glasgow and South Western Railway (G&SWR), sein Nachfolger James Johnson konnte die Lokomotiven erst 1893 bestellen. Er nahm an Mansons Entwurf noch einige Änderungen und Anpassungen vor. So übernahm er den Kessel, die Feuerbüchse und die Steuerung der von ihm im gleichen Jahr entworfenen GNSR-Klasse S, einer der für die GNSR typischen American-Lokomotiven. Gegenüber Mansons Entwurf modifizierte Johnson zudem den Dampfdom, die Sicherheitsventile und den Schornstein. Dennoch besaßen die Maschinen eine große Ähnlichkeit mit den von Manson bei der G&SWR entworfenen und ebenfalls 1893 gebauten B2’-Tenderlokomotiven der G&SWR-Klasse 326.
Die neun von Neilson & Company gebauten Maschinen übernahmen den Vorortverkehr nach Dyce und ermöglichten der GNSR die Einführung von Vorortzügen auch auf der Deeside Line zwischen Aberdeen und Culter. Auch diese Züge hatten rasch Erfolg und das Angebot wurde ebenfalls ausgebaut. Außerdem übernahmen sie weitere Zugleistungen auf der Deeside Line. Eine Maschine kam ab 1897 für einige Zeit auf der in diesem Jahr eröffneten Zweigstrecke von  Ellon nach Boddam zum Einsatz. Die beiden Vorortverkehre blieben jedoch das Haupteinsatzgebiet der Klasse R, nur gelegentlich kamen sie nach 1900 noch vor anderen Zügen zum Einsatz.
Nach der Übernahme der GNSR durch die LNER blieb das Einsatzgebiet der bei der LNER als Klasse G10 eingeordneten Lokomotiven unverändert. Die Vorortverkehre verloren in den 1920er Jahren jedoch zunehmend Fahrgäste an neu eingerichtete private Buslinien, auch die Strecken der Straßenbahn Aberdeen nahmen den in Aberdeen als Subbies bekannten Vorortzügen immer mehr Fahrgäste ab. Der Ende der 1920er Jahre eingeführte Sonntagsbetrieb konnte diese Entwicklung nicht aufhalten. Nach über 40 Jahren Einsatz waren die Lokomotiven zudem allmählich verschlissen. Schließlich beschloss die LNER die Einstellung der beiden Vorortzuglinien nach Culter und Dyce zum 5. April 1937.
Die neun Lokomotiven verloren damit ihr Einsatzgebiet. Bis Jahresende wurden daher sechs Maschinen ausgemustert und bald darauf verschrottet. Zwei weitere folgten in den Jahren 1939 und 1940. Lediglich die Lokomotive 6887 blieb noch bis 1947 im Dienst und wurde von Inverurie aus als Rangier- und Vorspannlokomotive eingesetzt.

## Technik
Tenderlokomotiven der Achsfolge B2’ waren bei britischen Bahngesellschaften weit verbreitet, da die Achsfolge die Mitnahme relativ großer Vorräte ermöglichte. Die Lokomotiven der Klasse R entsprachen daher in vielen Konstruktionsmerkmalen ähnlichen Maschinen anderer Gesellschaften. Sie besaßen Blechrahmen, seitliche Wasserkästen und eine innenliegende Stephenson-Steuerung. Johnson stattete die Lokomotiven mit doppelten Sicherheitsventilen aus, ein Ventil war auf dem Dampfdom und eins auf der Feuerbüchsdecke, letzteres mit einer glänzenden Messingverkleidung versehen. Diese Messingverkleidung war, wie auch andere Merkmale wie etwa die Bauform des Schornsteins und der Rauchkammer, typisch für Maschinen der Midland Railway – Johnson hatte seine Ausbildung als Ingenieur bei seinem Vater Samuel Waite Johnson erhalten, dem Chefingenieur der Midland Railway von 1873 bis 1903. William Pickersgill, der 1894 Johnson als Locomotive Superintendent der GNSR nachfolgte, ersetzte diese Ventile bald durch ein Ventil der Bauart Ramsbottom auf der Feuerbüchse.
Zwischen 1916 und 1922 erhielten alle Maschinen der Klasse R neue Kessel.